# Gingsheim
Gingsheim je občina v departmaju Bas-Rhin francoske regije Alzacija.
Leta 1990 je v občini živelo 268 oseb oz. 72 oseb/km².